# Тугуржап
Тугуржап (каз. Тұғыржап) — село в Акжарском районе Северо-Казахстанской области Казахстана. Входит в состав Талшикского сельского округа. Код КАТО — 593430500.

## Население
В 1999 году население села составляло 287 человек (139 мужчин и 148 женщин). По данным переписи 2009 года, в селе проживало 125 человек (61 мужчина и 64 женщины).